# Kutlehar
Kutlehar fou un estat tributari protegit al govern de Panjab, avui Himachal Pradesh, governat per la dinastia Pal del clan Kutleharia. El principat fou fundat segons la tradició al segle VIII per Raja Gopal al que va seguir el seu fill Dharma Pal. Al segle XI era rajà Jas Pal (el 24è) que va deixar Kutlehar al fill gran mentre que altres dos fills fundaren els principats de Bhajji i de Kothi. Rajà Saheb Shri Amrat Pal Bahadur va governar del 1798 al 1832. El 1825 el principat fou annexionat pels britànics però en va poder conservar gran part com a jagir fins a la seva mort el 1832 quan el va succeir el seu fill Raja Saheb Shri Narayan Pal Bahadur (1832-1864). A la seva mort el 1864 va pujar al tron el seu fill Raja Saheb Shri Ram Pal Bahadur (1864-1927) que el 15 de març de 1909 va rebre el títol de rajà hereditari. Va morir el 1927 i el va succeir el seu fill Raja Saheb Shri Rajendra Pal Bahadur (1927-1928) que va morir a l'any següent, recaient la successió en el seu fill Raja Saheb Shri Brijmohan Pal Bahadur. Mort el 1937 el poder va passar al seu fill Raja Saheb Shri Mahendra Palji Bahadur (nascut el 1934) que va governar fins que els territoris van passar a l'estat indi el 1957, en arribar a la majoria d'edat de 23 anys.

## Bandera
La bandera era rectangular de tres franges horitzontals, blau, blanc i roig.